# Gaia Apicella
Gaia Apicella (28 ottobre 1993) è un'ex calciatrice italiana, di ruolo difensore.

## Carriera
Apicella cresce calcisticamente nelle giovanili del Napoli, ove si allena inizialmente con i maschi, per poi passare alla neonata delegazione femminile e infine esordire in Serie A all'età di appena 16 anni. Il difensore effettua un totale di 5 presenze in campionato e 3 in Coppa Italia con il club partenopeo, con cui nel 2012 vince una Serie A2 e ottiene un secondo posto in Coppa Italia, pur senza giocare alcuna partita del torneo.
Nell'estate del 2012 si accasa alla Domina Neapolis, ove ottiene una promozione immediata dalla Serie C alla Serie B (non ancora a girone unico), giocando la Serie B per le successive 4 stagioni.
Nel 2017 Apicella passa alla Vapa Virtus, squadra di Serie C che dopo due anni viene acquistata dalla famiglia Pipola e rinominata in Associazione Sportiva Dilettantistica Calcio Pomigliano Femminile. La formazione, con Gaia capitano dal 2019, compie la cavalcata dalla Serie C fino alla Serie A in soli due anni, salvo poi retrocedere nuovamente nel campionato cadetto nel 2024. A fine stagione annuncia il suo ritiro dal calcio giocato.

## Statistiche

### Presenze e reti nei club
| Stagione                | Squadra                 | Campionato              | Campionato | Campionato | Coppe nazionali | Coppe nazionali | Coppe nazionali | Coppe continentali | Coppe continentali | Coppe continentali | Altre coppe | Altre coppe | Altre coppe | Totale | Totale |
| Stagione                | Squadra                 | Comp                    | Pres       | Reti       | Comp            | Pres            | Reti            | Comp               | Pres               | Reti               | Comp        | Pres        | Reti        | Pres   | Reti   |
| ----------------------- | ----------------------- | ----------------------- | ---------- | ---------- | --------------- | --------------- | --------------- | ------------------ | ------------------ | ------------------ | ----------- | ----------- | ----------- | ------ | ------ |
| 2009-10                 | Napoli                  | A2                      | 3          | 0          | CI              | -               | -               | -                  | -                  | -                  | -           | 0           | 0           | 3      | 0      |
| 2010-11                 | Napoli                  | A2                      | 1          | 0          | CI              | 3               | 0               | -                  | -                  | -                  | -           | -           | -           | 4      | 0      |
| 2011-12                 | Napoli                  | A2                      | 1          | 0          | CI              | 0               | 0               | -                  | -                  | -                  | -           | -           | -           | 1      | 0      |
| Totale Napoli           | Totale Napoli           | Totale Napoli           | 5          | 0          |                 | 3               | 0               |                    | -                  | -                  |             | -           | -           | 8      | 0      |
| 2012-13                 | Domina Neapolis         | C                       | ?          | ?          | -               | -               | -               | -                  | -                  | -                  | -           | -           | -           | ?      | ?      |
| 2013-14                 | Domina Neapolis         | B                       | ?          | ?          | CI              | ?               | ?               | -                  | -                  | -                  | -           | -           | -           | ?      | ?      |
| 2014-15                 | Domina Neapolis         | B                       | ?          | ?          | CI              | ?               | ?               | -                  | -                  | -                  | -           | -           | -           | ?      | ?      |
| 2015-16                 | Domina Neapolis         | B                       | ?          | ?          | CI              | ?               | ?               | -                  | -                  | -                  | -           | -           | -           | ?      | ?      |
| 2016-17                 | Domina Neapolis         | B                       | ?          | ?          | CI              | ?               | ?               | -                  | -                  | -                  | -           | -           | -           | ?      | ?      |
| Totale Dominea Neapolis | Totale Dominea Neapolis | Totale Dominea Neapolis | ?          | ?          |                 | ?               | ?               |                    | -                  | -                  |             | -           | -           | ?      | ?      |
| 2017-2018               | Vapa Virtus             | C                       | ?          | ?          | -               | -               | -               | -                  | -                  | -                  | -           | -           | -           | ?      | ?      |
| 2018-2019               | Vapa Virtus             | C                       | ?          | ?          | CIC             | ?               | ?               | -                  | -                  | -                  | -           | -           | -           | ?      | ?      |
| Totale Vapa Virtus      | Totale Vapa Virtus      | Totale Vapa Virtus      | ?          | ?          |                 | ?               | ?               |                    | -                  | -                  |             | -           | -           | ?      | ?      |
| 2019-2020               | Pomigliano              | C                       | ?          | ?          | CI              | ?               | 0               | -                  | -                  | -                  | -           | -           | -           | ?      | ?      |
| 2020-2021               | Pomigliano              | B                       | 11+        | 0+         | CI              | 0               | 0               | -                  | -                  | -                  | -           | -           | -           | 11+    | 0+     |
| 2021-2022               | Pomigliano              | A                       | 13         | 0          | CI              | 1               | 0               | -                  | -                  | -                  | -           | -           | -           | 14     | 0      |
| 2022-2023               | Pomigliano              | A                       | 13+2       | 0          | CI              | 3               | 0               | -                  | -                  | -                  | -           | -           | -           | 18     | 0      |
| 2023-2024               | Pomigliano              | A                       | 23         | 1          | CI              | 1               | 0               | -                  | -                  | -                  | -           | -           | -           | 24     | 1      |
| Totale Pomigliano       | Totale Pomigliano       | Totale Pomigliano       | 62+        | 1+         |                 | 5+              | 0               |                    | -                  | -                  |             | -           | -           | 67+    | 1+     |
| Totale carriera         | Totale carriera         | Totale carriera         | 67+        | 1+         |                 | 8+              | 0+              |                    | -                  | -                  |             | -           | -           | 75+    | 1+     |

## Palmarès
- Campionato italiano di Serie A2: 1

Napoli: 2011-2012